# Acenă

Structura generală a acenelor

Acenele sunt o clasă de hidrocarburi aromatice policiclice formate din nuclee benzenice condensate linear. Reprezentanții mai mari ai seriei pot avea aplicații optoelectronice, și sunt cercetate în domeniile chimiei și ingineriei electrice. 

## Primele 7 acene
În acest tabel se găsesc primii 7 reprezentanți:
| Nume      | Formulă moleculară | Număr de inele benzenice | Masă molară  | Număr CAS | Formulă structurală |
| --------- | ------------------ | ------------------------ | ------------ | --------- | ------------------- |
| Benzen    | C6H6               | 1                        | 78,11 g/mol  | 71-43-2   |                     |
| Naftalină | C10H8              | 2                        | 128,17 g/mol | 91-20-3   |                     |
| Antracen  | C14H10             | 3                        | 178,23 g/mol | 120-12-7  |                     |
| Tetracen  | C18H12             | 4                        | 228,29 g/mol | 92-24-0   |                     |
| Pentacen  | C22H14             | 5                        | 278,35 g/mol | 135-48-8  |                     |
| Hexacen   | C26H16             | 6                        | 328,41 g/mol | 258-31-1  |                     |
| Heptacen  | C30H18             | 7                        | 378,46 g/mol | 258-38-8  |                     |